# Смърт на Смучи
„Смърт на Смучи“ (на английски: Death to Smoochy) е американски криминален филм от 2002 г. на режисьора Дани Де Вито, по сценарий на Адам Резник. Във филма участват Робин Уилямс, Едуард Нортън, Катрин Кийнър, Дани Де Вито и Джон Стюарт.